# Alexander Grünwald
Alexander Grünwald (Klagenfurt, 1989. május 1. –) osztrák labdarúgó, középpályás.

## Pályafutása
Grünwald 2006-ban igazolt az osztrák FK Austria Wien csapatába. Eleinte az amatőr csapatban játszott, majd 2008ban lépett pályára először a felnőtt csapatban. 2008-ban kölcsönben az SV Wienerberg csapatát erösítette. Majd átigazolt a Wiener Neustadtba itt összesen három szezont húzott le. 2011 óta újra az Austria Wien játékosa, ahol már csapatkapitány is lett. Az Osztrák válogatottban nem lépett pályára, csak kerettag volt többször is. Viszont korosztályos válogatott több ízben is volt.
Visszavonulását követően az Austria Wien csapatának a marketing és értékesítési osztályán kapott lehetőséget, majd ifjúsági segédedző lett. 2024. január 1-től a Stripfing csapatának a sportigazgatója lett.

## Sikerei, díjai
- Wiener Neustadt
  - 2. Liga bajnok: 2008–09

- Austria Wien
  - Osztrák bajnok: 2012–13